# Karbonátový horizont
Karbonátový horizont (zkráceně Horizont Ca) je zvláštní typ diagnostického půdního horizontu označující úsek půdy, kde došlo k velkému nahromadění karbonátů. Označení „C“ je podle toho, že tento horizont často přechází přímo v mateční horninu - ostatně tak je tomu obecně i u půdotvorných substrátů označovaných jako „C horizonty“. Ca pak značí hlavní vlastnost tohoto horizontu a tou je kumulace karbonátů, neboli látek s vyšším obsahem vápníku (zkratka Ca).

## Výskyt
Tento horizont se vyskytuje například u černozemi (kombinace Am - (Ca) - C 1) a některých luvizemí (např. luvizem typická: Al - El - Bt - Ca - C 1). 